# Phoma senecionis
Phoma senecionis är en lavart som beskrevs av P. Syd. 1899. Phoma senecionis ingår i släktet Phoma, ordningen Pleosporales, klassen Dothideomycetes, divisionen sporsäcksvampar och riket svampar.   Inga underarter finns listade i Catalogue of Life.